# PNC Park
Der PNC Park ist das Heimstadion des MLB-Baseballteams Pittsburgh Pirates und liegt in direkter Sichtweite zur Innenstadt von Pittsburgh auf der anderen Seite des Allegheny Rivers. Man blickt direkt auf die gelb gestrichene Roberto Clemente Bridge, die nach einem ehemaligen Spieler der Pirates, Roberto Clemente, benannt ist. Seit Beginn der Saison 2007 ist der Park vollkommen rauchfrei, selbst die Cigar-Lounge wurde geschlossen.
Die Sportstätte ist seit 1998 nach dem Namenssponsor PNC Financial Services benannt, wobei das Akronym sowohl für Pittsburgh National Corporation und Provident National Corporation steht.
Der PNC Park kommt in einigen Szenen des Spielfilms Jack Reacher mit Tom Cruise vor.

## Galerie

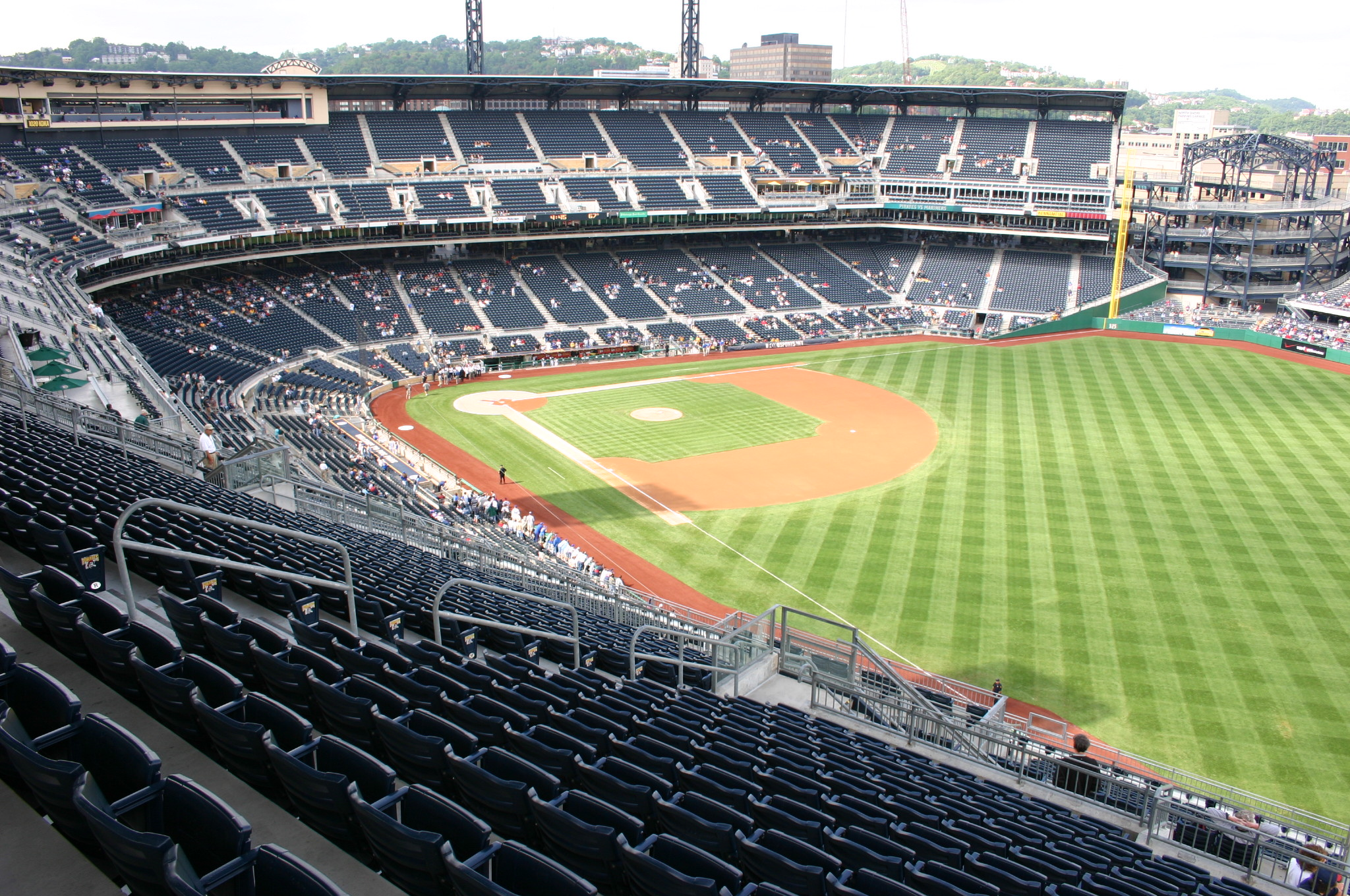
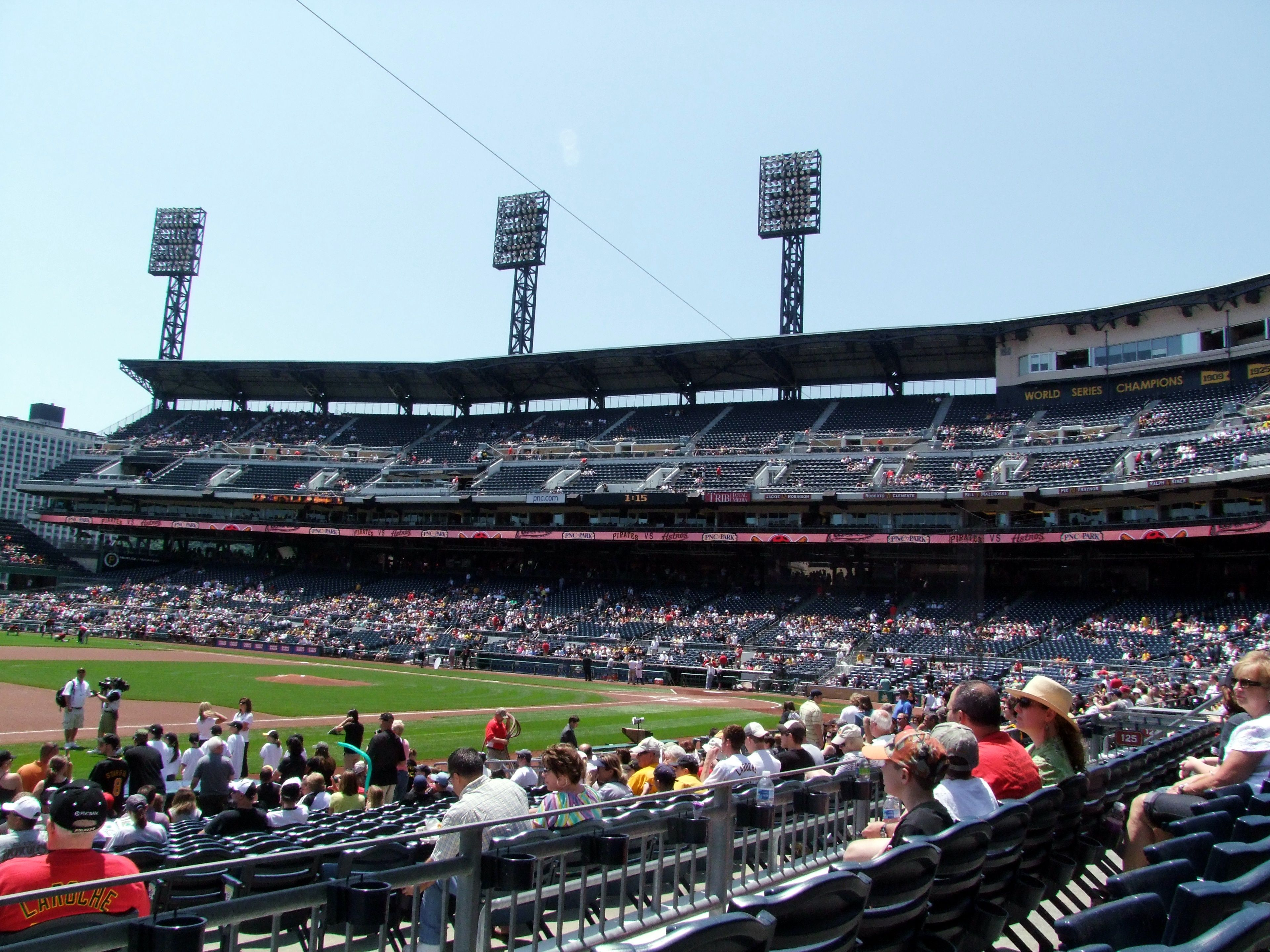
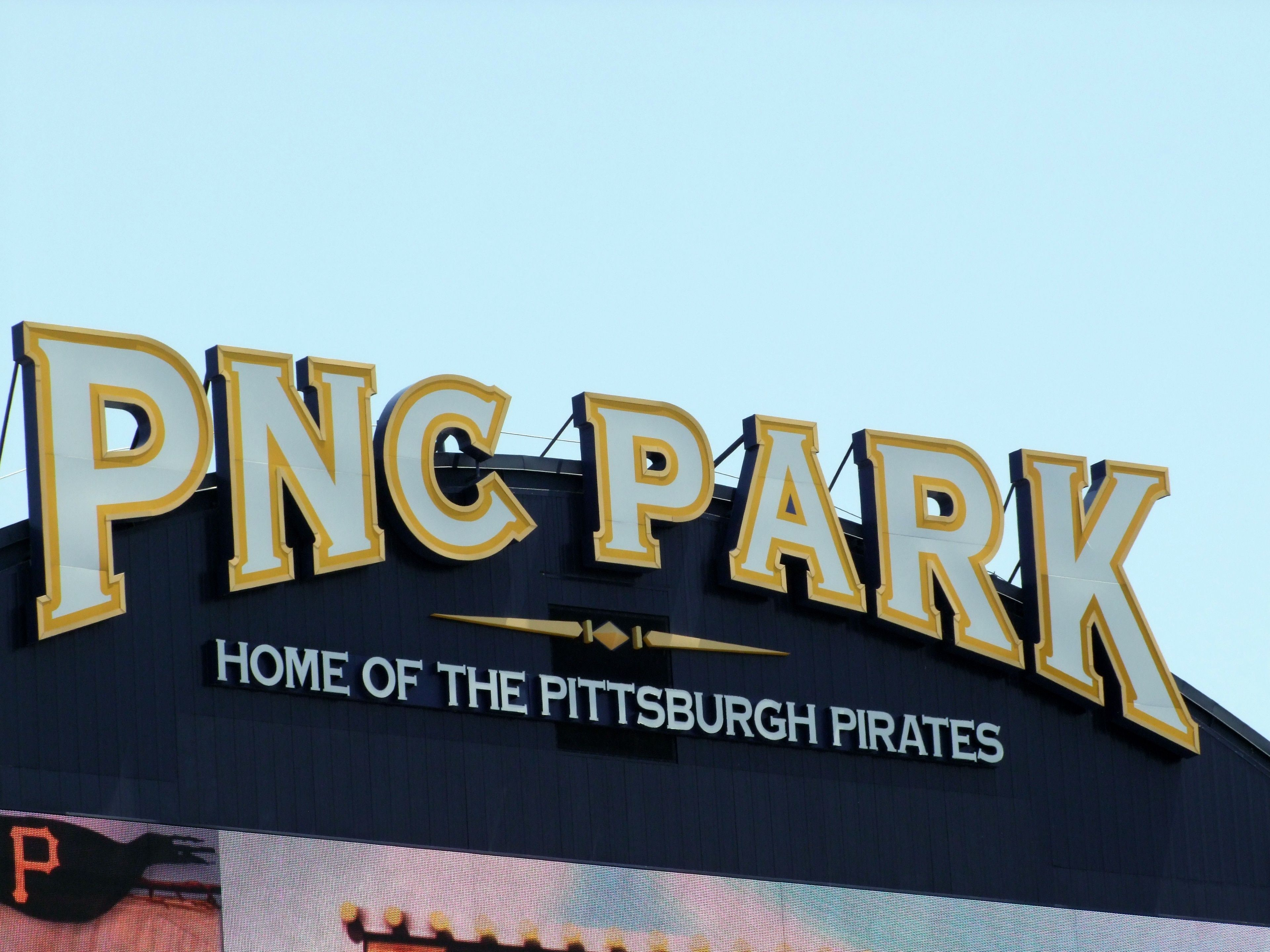
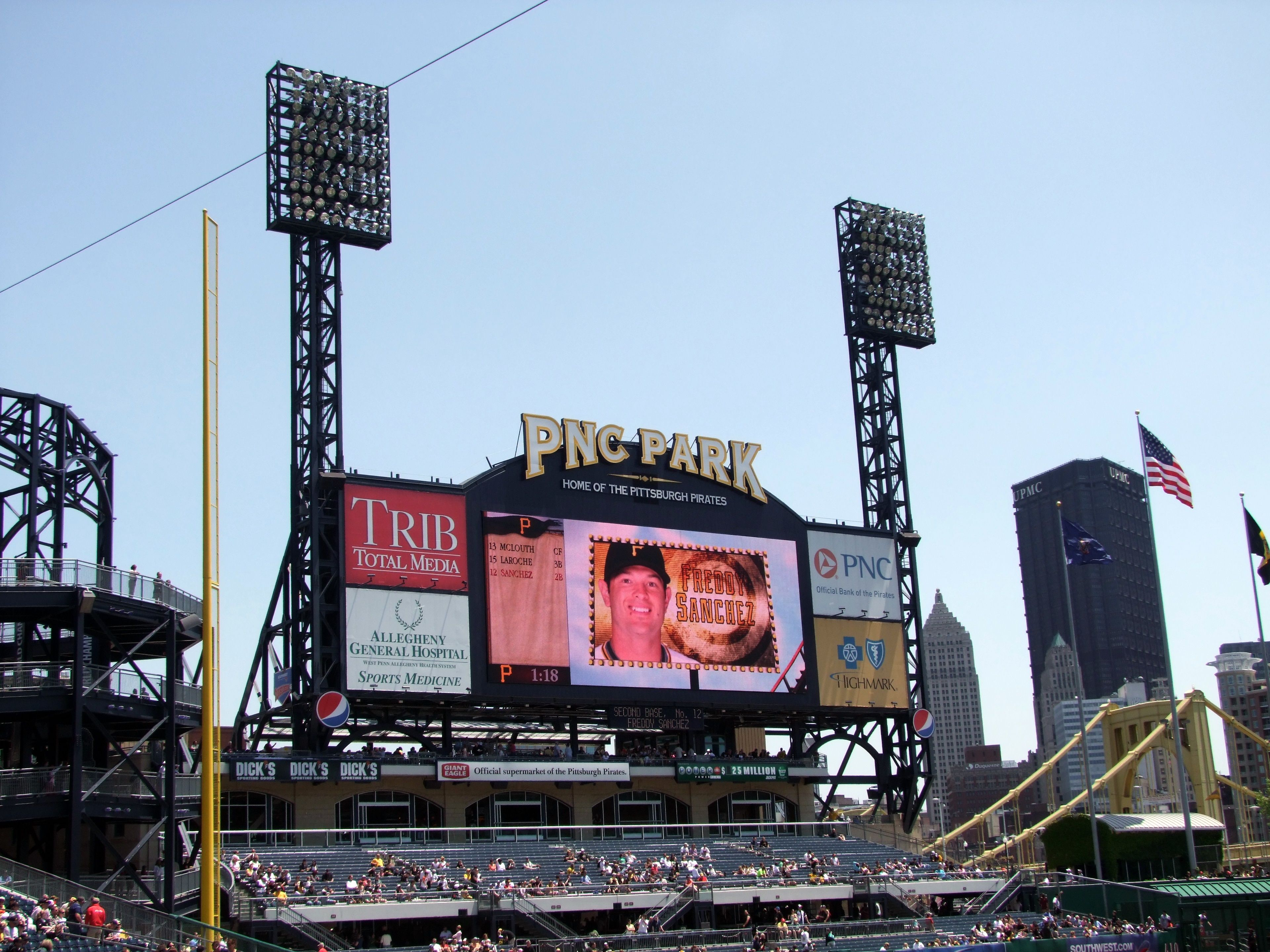